# Tropical Fuck Storm
Tropical Fuck Storm — австралийская рок-группа, образованная в 2017 году в Мельбурне, штат Виктория. Создана как супергруппа Гаретом Лиддиаром и Фионой Китчин из The Drones. Лорен Хэммел из группы High Tension играет на барабанах, а Эрика Данн из групп Mod Con, Harmony и Palm Springs — на гитарах, клавишных и других инструментах. Их звучание характеризуется элементами арт-панка, нойз-рока и экспериментального рока.

## История

### 2016—2018
Стремясь к творческой перезагрузке, The Drones ушли на хиатус по окончании тура в поддержку их альбома Feelin Kinda Free в декабре 2016 года. В следующем году основатель Drones Гарет Лиддиард и его давняя коллега по группе Фиона Китшин (Fiona Kitschin) начали писать материал для нового проекта под названием рекорд-лейбла, который они придумали для самостоятельного выпуска последнего альбома Drones. Летом 2017 года они набрали Эрику Данн и Лорен Хэммел, после чего отправились в американское турне. По словам Данн, «они просто позвонили мне. Гарет и Фи говорили в громкоговоритель, как взволнованные дети. Предложение было таким: „Не хотите ли вы сыграть на гитаре? Мы просто собираемся делать какое-то странное дерьмо“. И я сказал: „Хорошо, конечно“. Потом Гарет сказал: „Мы можем поехать в Америку в следующем месяце, ты свободен? И нам нужно написать несколько песен“. Конечно, я освобожу своё расписание. С Хаммер [Лорен Хаммел] все было немного иначе, потому что Гарет не знал её, и ему пришлось вести её в паб».
Осенью того же года они выпустили серию 7-дюймовых синглов во время тура с группами Band of Horses и King Gizzard & the Lizard Wizard по США. Их дебютный альбом A Laughing Death in Meatspace вышел в марте 2018 года, и вскоре после этого группа подписала контракт с лейблом Joyful Noise Recordings. «Название альбома связывает „мясное пространство“ — так инженеры Кремниевой долины уничижительно называют физическую сферу — с нейродегенеративным заболеванием под названием куру, которое когда-то было обнаружено у народа форе в Папуа — Новой Гвинее. Мужчины ели мышцы умерших, а женщины и дети — мозги, таким образом наследуя болезнь Крейтцфельдта-Якоба и засоряя собственное серое вещество до такой степени, что теряли контроль над эмоциями и смеялись до смерти». Видеоклипы на песни «You Let My Tyres Down», «Rubber Bullies», «Soft Power» и «The Future of History» были выпущены в 2017 и 2018 годах.

### 2022 — наст. время
В 2021 году вышел сайд-проект Гарета Лиддиарда Springtime S/T, за которым последовал Night Raver EP, а его сольные альбомы Strange Tourist и Bootlicker Series 2006—2016 были переизданы во время этой цезуры в рамках проекта Tropical Fuck Storm в сочетании с другими усилиями по поддержке выздоровления Фионы. После успешного лечения группа начала планировать гастроли на весну и лето 2024 года и снова записывается.

## Дискография
Студийные альбомы
- A Laughing Death in Meatspace (2018)
- Braindrops (2019)
- Deep States (2021)

## Награды и номинации

### ARIA Music Awards
ARIA Music Awards — ежегодная церемония, проводимая Австралийской ассоциацией звукозаписывающей индустрии (ARIA), на которой отмечаются достижения и инновации во всех жанрах австралийской музыки. Они начали проводиться в 1987 году.
| Год  | Номинируемая работа | Категория                           | Результат | Ссылка        |
| ---- | ------------------- | ----------------------------------- | --------- | ------------- |
| 2021 | Deep States         | Best Hard Rock or Heavy Metal Album | Победа    | [ 15 ] [ 16 ] |

### Music Victoria Awards
Ежегодная музыкальная премия Music Victoria Awards для премирования исполнителей штата Виктория. Она начала проводиться с 2005 года (хотя номинанты и победители с 2005 по 2012 год неизвестны).
| Год  | Номинируемая работа           | Категория            | Результат |
| ---- | ----------------------------- | -------------------- | --------- |
| 2018 | A Laughing Death in Meatspace | Best Rock/Punk Album | Номинация |
| 2018 | themselves                    | Best Band            | Номинация |
| 2018 | Erica Dunn                    | Best Female Musician | Номинация |
| 2018 | Gareth Liddiard               | Best Male Musician   | Номинация |
| 2019 | Braindrops                    | Best Rock/Punk Album | Победа    |
| 2019 | themselves                    | Best Band            | Номинация |
| 2019 | themselves                    | Best Live Act        | Номинация |
| 2019 | Erica Dunn                    | Best Female Musician | Победа    |
| 2019 | Gareth Liddiard               | Best Male Musician   | Номинация |
| 2020 | Erica Dunn                    | Best Musician        | Номинация |
| 2020 | Gareth Liddiard               | Best Musician        | Номинация |
| 2021 | Erica Dunn                    | Best Musician        | Номинация |

### National Live Music Awards
Национальная премия в области живой музыки (National Live Music Awards, NLMAs) — это широкое признание разнообразной австралийской индустрии живых выступлений, отмечающее успех австралийской концертной сцены. Премия была учреждена в 2016 году.
| Год  | Номинируемая работа                   | Категория                        | Результат |
| ---- | ------------------------------------- | -------------------------------- | --------- |
| 2018 | Themselves                            | Best New Act                     | Победа    |
| 2018 | Themselves                            | Live Hard Rock Act of the Year   | Победа    |
| 2018 | Gareth Liddiard (Tropical Fuck Storm) | Live Guitarist of the Year       | Победа    |
| 2018 | Erica Dunn (Tropical Fuck Storm)      | Live Instrumentalist of the Year | Номинация |
| 2019 | Lauren Hammel (Tropical Fuck Storm)   | Live Drummer of the Year         | Победа    |
| 2019 | Erica Dunn (Tropical Fuck Storm)      | Live Guitarist of the Year       | Победа    |
| 2020 | Themselves                            | Live Act of the Year             | Номинация |
| 2020 | Fiona Kitschin (Tropical Fuck Storm)  | Live Bassist of the Year         | Номинация |